# Seven Mountains
Seven Mountains je třetí studiové album švýcarské folk rockové kapely 77 Bombay Street, jež vyšlo 18. září 2015. Patnáctistopá deska, kterou produkoval Chris Vallejo, přišla na hudební scénu téměř tři roky od předchozího alba Oko Town (říjen 2012), opět v rámci vydavatelství Gadget Records.

## Před vydáním
Oznámení počátku práce na novém hudebním materiálu pro třetí album proběhlo již 9. ledna 2014. Matt Buchli v rozhovoru uvedl, že jsou bratři „plně zaměstnáni psaním nových písní a mají pocit, že výsledek bude fantastický“. Během prosince 2014 vyrazila skupina do německého Berlína, kde dokončili psaní nových písní a začali prvotní nahrávání ve Vox-Ton Studio. Matt Buchli k tomu řekl: „Vlastně je to jedno, kde se rozhodnete skládat. V cizině, kde objevujete nové věci a poznáváte nové lidi, nás však častěji políbí hudební múza.“
V polovině února 2015 se 77 Bombay Street přesunuli do australského Sydney, kde hledali inspiraci pro dokončení nahrávacího procesu. Ten proběhl v soukromém studiu Linear Recording Studios, jejichž majitelem je právě producent Vallejo. Na konci února kapela zveřejnila i fotku z přípravy seznamu stop, kde lze vidět názvy dvou nových písní „Seven Mountains“ a „Amazing Day“. Počínaje 17. březnem toho roku začali vydávat přes kanál You Tube celkově dvanáctidílný seriál videí, která prozrazovala různé podrobnosti ze zákulisí nahrávacího studia. Dne 16. června 2015 skupina oznámila konečné datum vydání, název alba a první stejnojmenný singl „Seven Mountains“, k němuž 3. července téhož roku uveřejnili hudební videoklip.
Červenec 2015 přinesl novou akustickou verzi singlu „Seven Mountains“ a během srpna odstartovala čtyři týdny před vydáním série akustických nahrávek nových písní „Club of Optimistic People“ (vydána již 24. srpna), „Falling“, „Bombay“ a „Own the World“, které v tomto pořadí kapela představila každý pátek počínaje 28. srpnem 2015.

## Seznam skladeb
Všechny skladby napsal(i) bratři Buchliovi. 
| Seznam stop Seven Mountains | Seznam stop Seven Mountains      | Seznam stop Seven Mountains |
| Pořadí                      | Název                            | Délka                       |
| --------------------------- | -------------------------------- | --------------------------- |
| 1.                          | Prelude                          | 1:14                        |
| 2.                          | Seven Mountains                  | 4:03                        |
| 3.                          | Club of Optimistic People        | 4:21                        |
| 4.                          | Painted                          | 3:58                        |
| 5.                          | Bombay                           | 3:23                        |
| 6.                          | Falling                          | 4:24                        |
| 7.                          | Intermezzo                       | 0:36                        |
| 8.                          | Once and Only                    | 3:27                        |
| 9.                          | Amazing Day                      | 3:04                        |
| 10.                         | Where Are You?                   | 3:36                        |
| 11.                         | December                         | 3:20                        |
| 12.                         | Waterproof                       | 2:52                        |
| 13.                         | Dancing on the Coast             | 5:30                        |
| 14.                         | Own the World (bonusová skladba) | 3:25                        |
| 15.                         | Finale                           | 0:27                        |
| Celková délka:              | Celková délka:                   | 45:40                       |